# Slag bij Catana
De Slag bij Catana vond plaats in de zomer van 397 v.Chr. bij de kust van Sicilië. De Griekse vloot onder leiding van Leptines, de broer van Dionysius I van Syracuse, viel een Carthaagse vloot onder leiding van Mago aan bij Sicilië. Terwijl het Griekse landleger onder leiding van Dionysius aanwezig was in deze stad, was het Carthaagse landleger onder Himilco in het midden van Sicilië. De Carthaagse vloot vernietigde de Griekse vloot in de zeeslag, die uiteindelijk leidde tot het beleg van Syracuse door de Carthagers.

## Achtergrond
Carthago had een expeditieleger naar Sicilië gestuurd in 406 v.Chr. door de Griekse plunderingen op het Carthaagse grondgebied. Door deze expeditie, die eerst geleid werd door Hannibal Mago en, na het beleg van Akragas, daarna door Himilco, werden de Griekse steden Akragas, Gela en Kamarina ingenomen en geplunderd. Deze nederlagen voor Syracuse hadden geleid tot politieke oproer in de stad, en brachten uiteindelijk Dionysius I van Syracuse naar voren als tiran van Syracuse. Himilco en Dionysius tekenden in 405 v.Chr. een vredesverdrag om deze conflicten te beëindigen.

### Dionysius in de aanval
Tussen 405 en 398 v.Chr. verzekerde Dionysius zich van zijn sterke positie in Syracuse en zijn versterkende militaire macht. Hij verbrak het vredesverdrag in 404 v.Chr. door de Sicelen, oorspronkelijke bewoners van Sicilië, aan te vallen. Dionysius werd ondertussen in een moeilijke positie gebracht door een opstand in zijn leger, dat Syracuse zelf kon belegeren. Door een combinatie van geluk en de incompetentie van zijn rivalen kwam hij uiteindelijk toch als overwinnaar uit deze crisis. Dionysius vergrootte hierna zijn grondgebied door de steden Naxos en Catana te veroveren en te plunderen. Hij annexeerde ook de stad Leontini. Hij nam huurlingen in dienst en vergrootte zijn vloot door 200 nieuwe schepen te bouwen. Syracuse werd versterkt en Dionysius zorgde ervoor dat er op het eiland Ortygia (waar ooit het oorspronkelijke Syracuse gestaan had) een fort gebouwd werd. Hij ommuurde ook het volledige Epipolae-plateau. Hij huurde werkers in om nieuwe wapens als katapulten en quinqueremen te maken. In 398 v.Chr. viel Dionysius de stad Motya in West-Sicilië aan met een leger van 80.000 infanterie en 3.000 cavalerie, samen met een vloot van 200 oorlogsschepen en 500 transportschepen die zijn voorraden en oorlogsmachines vervoerden.
De Siciliaanse Grieken en de Sicanen die onder Carthaagse bevel vielen namen deze opportuniteit om een opstand te organiseren, en terwijl Dionysius Motya belegerde, bleven er slechts 5 steden verbonden met Carthago. Omdat Carthago geen beroepsleger had, kon Carthago enkel een vloot van 100 triremen naar Sicilië sturen onder leiding van Himilco. Zij konden echter niet voorkomen dat de stad viel. Nadat hij een garnizoen in de stad had geplaatst belegerde hij Segesta en keerde daarna terug naar Syracuse voor de winter.

### Voorafgaand aan Catana
Himilco, die door de Carthagers als koning was gekozen, leidde het leger van Carthago, dat ongeveer 50.000 man sterk was met 400 triremen en 600 transportschepen naar Sicilië. De Griekse vloot onder leiding van Leptines van Syracuse kon het Punische leger niet stoppen, maar kon slechts 50 transportschepen tot zinken brengen. De Carthagers landden bij Panormus en gingen daarna naar Eryx, dat ze konden innemen door verraad. Himilco viel vervolgens Motya aan, waar het garnizoen gemakkelijk overwonnen werd. Hierna konden ze het beleg van Segesta opheffen, en Dionysius keerde terug naar Syracuse in plaats van slag te voeren in West-Sicilië tegen een sterker leger. Himilco zeilde naar Kaap Pelorum en ging hier aan land met zijn leger. Het leger van Messina marcheerde noordwaarts naar de kaap om de Carthagers aan te vallen. Himilco zond 200 schepen met uitgekozen soldaten en roeiers naar Messina, dat ze makkelijk konden veroveren en plunderen. De Grieken gingen vervolgens naar hun kamp op het platteland. Himilco probeerde eerst de forten te vernietigen, maar gaf dit uiteindelijk op omdat het te veel inspanning kostte.
Himilco koos ervoor om geen basis te bouwen in Messina, wat hem de controle over de Straat van Messina zou hebben gegeven hebben. Himilco durfde dit waarschijnlijk niet omdat de stad zo ver weg lag van Carthago. Verder was het grootste deel van de Grieken van Messina in een fort dicht bij de stad en hen verslaan zou veel te lang duren, wat Dionysius de kans zou geven om zijn leger te versterken. Het doel van Carthago was de nederlaag van Syracuse, Messina was slechts bijkomstig. Versterkingen vanuit Carthago laten overkomen zou veel tijd kosten en Himilco zou daardoor ook zijn leger moeten verdelen en zo zijn gevechtskracht sterk verminderen. Hij kon anderzijds de Grieken in het fort niet negeren, omdat ze problemen konden veroorzaken vanaf het moment dat hij de stad zou hebben verlaten.

### Tauromenium wordt gesticht
Himilco's oplossing was simpel maar slim: hij stichtte een stad bij de berg Taurus, waar sommige Sicelen al woonden, bevolkte de plaats met meer mensen en versterkte deze. De stad was dicht genoeg bij Messina om de Grieken te blokkeren, maar ver genoeg om niet het slachtoffer te worden van een verrassingsaanval.
Nadat hij dit had gedaan, hervatten de Carthagers hun weg zuidwaarts langs de kust, terwijl de Punische vloot hen begeleidde vanop de zee. Een zware uitbarsting van de Etna echter maakte het pad onbegaanbaar, dus kwam er het risico dat het leger van Himilco zou verdeeld raken. Terwijl het leger van Himilco zich omkeerde om langs de Etna te lopen, leidde Mago de vloot verder langs de kust naar Catana, waar hij zich weer bij het landleger zou moeten voegen.
Terwijl Himilco Tauromenium aan het bouwen was, was Dionysius zijn leger aan het versterken. Hij gaf alle slaven in Syracuse de vrijheid om zo 60 schepen te kunnen bemannen, versterkte de forten bij Syracuse en Leontini met soldaten en voorraden, en huurde 1.000 soldaten in. Toen hij hoorde dat Himilco moest marcheren door het binnenland wegens de uitbarsting van de Etna en de Punische vloot dus alleen naar Catana aan het varen was, nam hij de leiding over zijn leger en vloot om het verdeelde Carthaagse leger te verslaan. Het Griekse leger telde 30.000 man infanterie en 3.000 cavalerie, en de vloot bestond uit 180 schepen, vooral quinqueremen.

## De slag
De Carthaagse vloot zeilde traag om Himilco meer tijd te geven om zich bij hen te voegen. De Carthaagse vloot bevatte op dit moment 300 triremen en 200 transportschepen. Om de gevechtskracht van hun vloot te maximaliseren werden de transportschepen bewapend met rammen. De vloot kwam aan in Catana, en ze wisten dat ze kwetsbaar waren voor de Grieken zonder dat er een landleger aanwezig was als ze zouden aanmeren. Als ze op de zee zouden blijven, zouden ze kwetsbaar zijn voor het slechte weer.
Toen de Grieken aankwamen in Catana nam Leptines de leiding over de schepen en voer naar de Carthagers toe. Hoewel de Griekse vloot veel kleiner was, waren hun schepen groter en zwaarder en hadden meer soldaten aan boord. Dionysius had Leptines bevolen om zijn schepen in een dichte formatie naar de Carthagers te laten varen, om zo de volle kracht uit de sterkte van hun schepen te halen. Terwijl Mago dit zag, maakte ook hij zijn vloot klaar voor het gevecht.
Leptines koos 30 van zijn beste schepen uit en voer halsoverkop naar de Carthaagse linie, terwijl de rest van de vloot moeite had om hem bij te houden. Eerst had Leptines veel succes en kon hij veel vijandelijke schepen tot zinken brengen of buiten gevecht stellen. Toen begonnen de Carthagers de grootte van hun vloot te benutten, ze blokkeerden de Griekse schepen zodat ze niet konden manoeuvreren, en enterden hen toen. De slag begon negatief uit te draaien voor Leptines, en omdat hij zonder versterkingen werd gelaten, vluchtte hij samen met de overlevenden van zijn contingent, terwijl hij de rest van de vloot zonder leider liet in de daaropvolgende slag.
Omdat de rest van de Griekse vloot in wanorde kwam in het gevecht, vielen de Carthagers hen met hun volledige vloot aan. Er volgde een hevige strijd, met scheepsbemanningen die projectielen met elkaar uitwisselden, manoeuvreerden om vijandelijke schepen te rammen en te enteren. De Grieken werden uiteindelijk overweldigd, want hun zwaardere schepen hadden weinig nut wegens de wanordelijke formatie. De Carthagers stuurden hierna kleinere boten uit om de Grieken die in het water lagen te doden of gevangen te nemen. Er werden meer dan 20.000 bemanningsleden gedood en 100 schepen verloren voor de Grieken konden vluchten.

## Gevolgen
De Griekse nederlaag bracht Dionysius in een moeilijke positie. Nadat hij de Griekse vloot had verslaan, kon Mago een aanval doen op Syracuse zelf. Anderzijds, als Dionysius het landleger kon aanvallen en het leger van Himilco verslaan, zou hij de vloot dwingen om terug te keren naar een veilige basis. Maar Dionysius moest ook in gedachten houden dat dit politieke problemen zou kunnen veroorzaken in Syracuse. Het Griekse leger werd geconfronteerd met een ophanden zijnde belegering, en Dionysius zou voor de eerste keer gedwongen zijn om met Himilco de degens te kruisen. Toch raadden zijn raadgevers hem aan om terug te keren naar Syracuse, wat hij dan ook deed.
Op dit moment dwong het slechte weer Mago om met zijn schepen aan land te maken, en zo de vloot kwetsbaar te maken voor een aanval van het Griekse landleger. Dionysius echter had zich al eerder teruggetrokken naar Syracuse, waardoor dit geen nadelige gevolgen had voor Carthago. De beslissing om een beleg te trotseren maakte hem zo onpopulair onder de Grieken dat velen het leger verlieten en naar de steden waar ze vandaan kwamen terug te gaan. Eens ze daar waren, verdedigden ze het platteland en wachtten op de Carthagers.
Himilco kwam aan in Catana 2 dagen na de slag, en zijn aanwezigheid verzekerde de veiligheid van de Punische vloot. Zowel het landleger als de vloot werden enkele dagen rust gegund, ondertussen liet Mago de Carthaagse én Griekse schepen herstellen om hen weer te kunnen gebruiken. De overwinning bij Catana gaf Carthago de kans om Syracuse te belegeren enkele dagen later. Het verkleinde niet enkel de kracht op zee van Syracuse, maar ook op het land omdat veel Grieken deserteerden.